# Lourdes Ciuró
Lourdes Ciuró i Buldó (Reus, 3 de junio del 1971) es una política y abogada española del Partido Demócrata Catalán. Es diputada por Barcelona desde 2011 por Convergència i Unió (CiU) en el Congreso de los Diputados en la X legislatura y por Democracia y Libertad en la XI y XII legislatura.

## Trayectoria
Licenciada en Derecho por la Universidad Autónoma de Barcelona (UAB) en 1994. Fue abogada en ejercicio de 1994 a 2011 especializada en Derecho Civil y Mercantil.
Militante de Convergencia Democrática de Cataluña desde 2003.
Entre el 2007 y el 2011 fue regidora (concejala) en el Ayuntamiento de Sabadell, cargo en el que le sucedió Jordi Font Renom al ser elegida diputada en las elecciones generales del 2011.  En 2014 impulsó la «campaña de país» para promover la participación en la consulta sobre la independencia de Cataluña celebrada el 9 de noviembre. En las elecciones generales españolas de 2015 renovó su escaño bajo las siglas Democracia y Libertad.
Ha sido portavoz en la Comisión de Igualdad en el Congreso de Diputados, formando parte en 2015 de la delegación del Congreso en la 59 sesión de la comisión de la Condición de la Mujer de Naciones Unidas. También ha sido portavoz adjunta de las comisiones de Interior, Fomento, Sanidad y Servicios Sociales, Igualdad y Reglamento.
Cabeza de lista de Junts per Sabadell de cara a las elecciones municipales de 2019 en Sabadell, la candidatura obtuvo 3 concejales.

## Controversia
El 17 de octubre de 2017 propinó un corte de mangas, del cual se jactó a la salida de la cámara, al diputado Toni Cantó en respuesta a una alusión de este último.